# 1+1 (漫画)
『1+1』（いちたすいち）は、藤崎真緒による日本の漫画作品。『ザ花とゆめ』2003年の12月号から2006年6月号に連載の後、掲載誌を移し、『別冊花とゆめ』2006年8月号から2010年7月号に連載された。単行本は花とゆめコミックスから全10巻が発行された。
同じ学校に双子の姉弟として通う2人の高校生の恋と成長を描いた作品。同作者の『お素敵ダーリン』とは所々リンクしている。

## あらすじ
学校でも公認の仲良し双子、幾見めいとるー。男の子に興味のないめいは、るーよりイイ男を知らない。友達との会話から、ようやくブラコンに気づいためいだが、立派なお姉さんでいたいという意識の狭間で混乱。生徒会長と話をしていく中で、るーへの恋心に気づく。しかし、めいは大事なことを忘れていた。

## 登場人物

### 主要人物
幾見めい（いくみ めい）
主人公。たけるの双子の姉、高校1年生、6月25日生まれ。実際、たけるとは血が繋がっておらず、幼いころに父親の再婚で姉弟になった。小学校1年生のころ、母親が起こした事故により記憶の一部を失っていた（高校生になってから母子手帳を発見する）。母親似。誰よりもかっこよく見える弟に恋心を抱く。
お針子部の副部長。得意の裁縫で稼ぐ金儲けが趣味。自分をしっかり者だと思っているが天然でマイペース。人の気持ちに敏感だが、他人の事情には興味なく、直情的。ケンカが怖い。
幾見たける（いくみ たける）
もう1人の主人公。めいの双子の弟、高校1年生、6月26日生まれ。愛称「るー」。3歳の時に母親の再婚でめいと姉弟になったことを覚えている。めいが大好き。父親とは年に1回会う。中学時代に棒高跳びを始める予定だったものの、父親と会っている際に異母姉との諍いにより負傷し、ひざを痛め出来なくなる。今もめいを大切に思い、彼女が傷つくことは絶対にしない主義。
2年生以降は生徒会長。しっかり者。料理上手。花粉症。時代劇番組が好き。皆に内緒で小説を書いている。
友永歌穂（ともなが かほ）
めいとたけるの同級生で幼馴染。陸上部所属。幾見家の実態を知っている親友。めいを大事に想い、彼女にちょっかいをかける高薙を毛嫌う。冷め切った両親を見て育ち、ついには離婚で父親が家を出たため、仲の良い幾見家に憧れる。小学校1年生のころのめいの誘拐事件を目の当たりにしたため、めいとたけるが双子でないと知っている。寝ている間の歯ぎしりがとてもうるさい。不器用で、マフラーを編むと台形になる。
高倉徹生（たかくら てっせい）
めいとたけるの同級生。歌穂とは幼馴染で付き合っている。幾見夫妻が結婚した後にめいとたけるに出会っているため、仲良し姉弟としか思っていない。いびきがとてもうるさい。家がお寺で将来はその後を継ぐ予定。弟が3人、妹が2人いる。

### 生徒会
高薙史朗（たかなぎ しろう）
めいとたけるの1年先輩。生徒会長。めいに恋心を抱き、学校の文化祭のイベントをきっかけに告白するが、振られた。その後も、めいの幸せを祈りながらもちょっかいを出している様。実は玉城のことが昔から好きだった。玉城を生徒会に引っ張り込んだ張本人。玉城のたけるへの発言を聞き、めいとたけるは血がつながっていないと知る。
玉城千絵（たまき ちえ）
めいとたけるの1年先輩。生徒会副会長。たけると昔、付き合っていた。高薙と関係を持っている。12歳上の異母兄が好き。小さいころから異母兄にいたずらされていた。その異母兄は別の人との結婚が決まった。
草壁海（くさかべ かい）
めいとたけるの1年後輩。生徒会会計で次期会長候補。頭が良く、入学式では新入生代表を務めた。高校入学前に、街でボタンを直してくれたことがきっかけでめいに惚れるが、同い年だと思っていた。老舗蕎麦屋「草壁屋」の跡取り。三つ子の弟。
伊藤卓（いとう すぐる）
副会長。お調子者でノリが良いが勘も良い。たけると額田久美との会話を盗み聞きし、たけるとめいが実の姉弟ではないと知る。
大原清香（おおはら さやか）
会計。桜が好き。るきと仲良しで、るきがたけるを好きなことを知っていた。
桜和智（さくら かずとも）
書記。とても落ち着いた性格。清香が好みのタイプらしい。
麻岡薫（あさおか かおる）
書記。うわさやネタ集めが得意。

### お針子部
草壁ナミ（くさかべ ナミ）、草壁ナギ（くさかべ ナギ）
お針子部の1年生で、三つ子のうちの2人。ナミが1番目でナギが2番目。裁縫の才能は皆無。髪がショートの方がナミ。めいに一喝されたことによりめいに懐くようになる。電波の力でたけるとめいが双子ではなく好き合っていると知っている。
大沢るき（おおさわ るき）
お針子部の部長。めいを操縦できる人物。たけるに密かな恋心を抱く。たけるに告白しようとするが失敗。2人が双子ではなく、さらには恋人同士だということにショックを受けるも立ち直る。
1年の時にめいが寝ているたけるにキスしていたところを見ていた。

### その他の登場人物
幾見友則（いくみ とものり）
めいの父親。橋梁技術者。たけるの気持ちを知っている。早くに両親を亡くし、一人暮らしが長かったために料理上手。36歳の時に真智子と再婚。
幾見真智子（いくみ まちこ）
たけるの母親。旧姓：西浦。主に海外児童文学を翻訳・紹介する翻訳家。めいに好意を持つたけるの気持ちを知っている。料理下手。26歳の時に友則と結婚。
島津翔子（しまづ しょうこ）
めいの母親。資産家の箱入り娘として育つ。パーティーでフォローしてくれた友則に恋をし、積極的なアプローチが実って結婚した。娘を心の底から愛している。めいを睡眠薬で眠らせて遊びに行く等、夫の留守中にめいを知らず知らずのうちに虐待していたことが元で離婚。その後、めいの記憶喪失のきっかけとなる事件を起こす。外国の精神病院で療養していたが、日本に一時帰国。従弟と再婚間近で、相手の仕事の関係で海外へ行く予定。周囲からはめいは死んだと聞かされていたがたまたまテレビに映っためいを見かけ、学校へ押しかけ、めいを連れて行こうとする。1度はたけるによって阻止されるものの、再び2人の前に現れる。
渋沢総一（しぶさわ そういち）
たけるの父親。大学で教鞭をとっている。他界した妻との間に3人の子供がいる。その子供達の反対によりたけるの母を選べなかった。会うたびに髪が減っていくことにたけるは嘆く。たけるとめいが付き合っていることをたけるから聞き知っている。
近江冬姫（おうみ ふゆき）
同作者の『冬薔薇姫』のキャラクター。昔は従兄の人形作家のモデルをしていたが、現在では人形の衣装などを手がける。めいに興味を持ち、いろいろアドバイスをしたり、アルバイトとして雇ったりする。
額田久美（ぬかだ くみ）
寿江の長女。たけるの姪。初恋の相手はたける。昔たけるが母に突き落とされたのは自分のせいだと思っていた。都内の有名お嬢様学校に通う。父方は代々政治家の家系。たける達と同い年。
額田寿江（ぬかだ かずえ）
総一の長女。たけるの異母姉。旧姓：渋沢。性格がきつく、たける達につらく当たる。過去、たけるを突き飛ばし階段から落とした。
渋沢佳乃（しぶさわ よしの）
総一の次女。たけるの異母姉。35歳。出版者に勤めていて、真智子のいたずらにより送られてきたたけるの小説を読み、呼びつける。

## 書誌情報
- 藤崎真緒 『1+1』 白泉社〈花とゆめコミックス〉、全10巻
  1. 2004年7月16日発売、ISBN 4-592-18804-7
  2. 2005年6月17日発売、ISBN 4-592-18018-6
  3. 2006年7月19日発売、ISBN 4-592-18019-4
  4. 2007年12月18日発売、ISBN 978-4-592-18023-4
  5. 2008年6月19日発売、ISBN 978-4-592-18024-1
  6. 2008年11月19日発売、ISBN 978-4-592-18025-8
  7. 2009年4月17日発売、ISBN 978-4-592-18175-0
  8. 2009年10月19日発売、ISBN 978-4-592-18176-7
  9. 2010年3月19日発売、ISBN 978-4-592-19209-1
  10. 2010年9月17日発売、ISBN 978-4-592-19210-7